# Tarzisius Caviezel

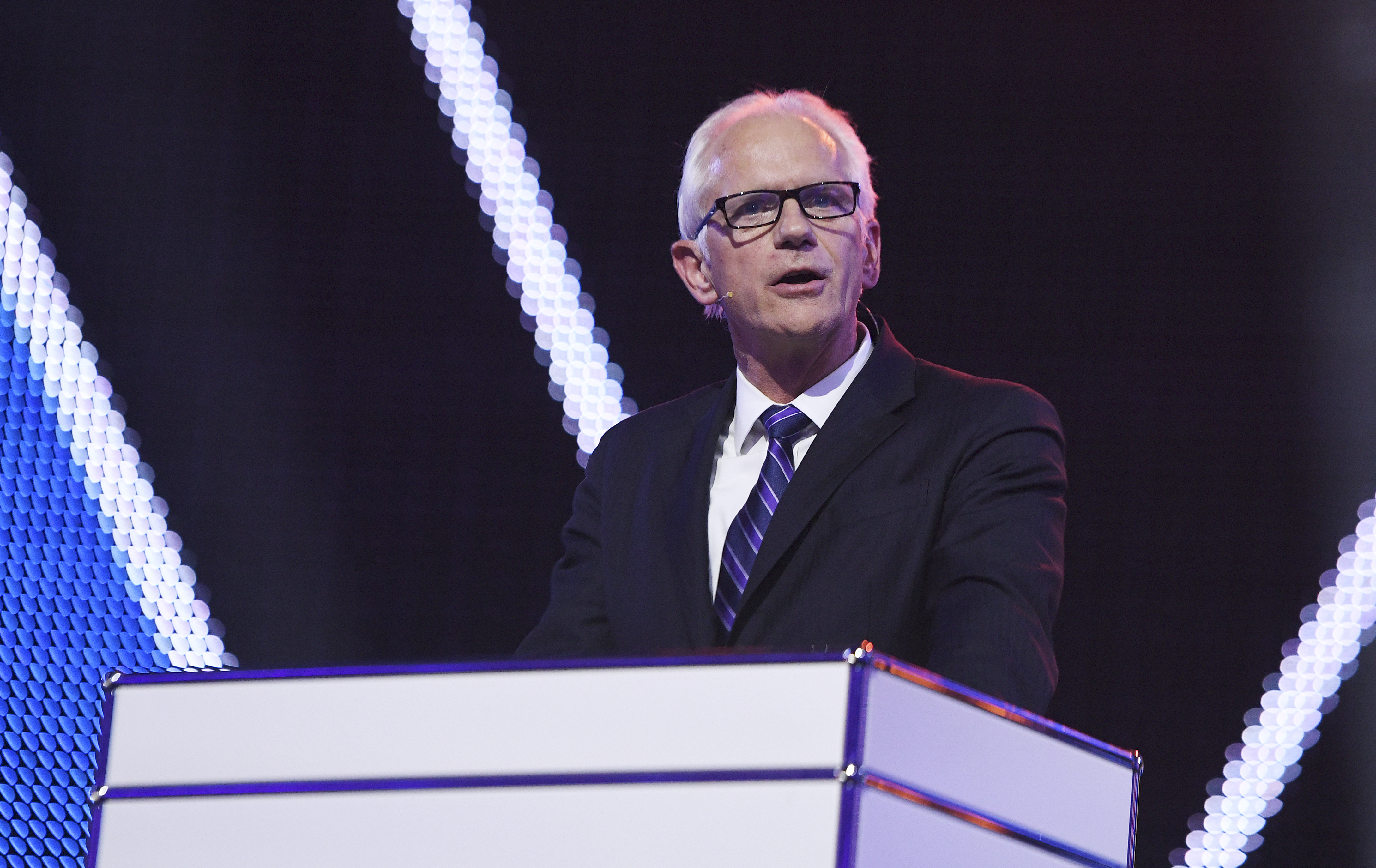
Tarzisius Caviezel (2017)

Tarzisius Plazidus Caviezel (* 18. August 1954 in Chur) ist ein Schweizer Politiker (FDP), Manager und Eishockeyfunktionär.
Caviezel wurde im Kanton Graubünden bei den Wahlen vom 21. Oktober 2007 in den Nationalrat gewählt und trat sein Amt am 3. Dezember 2007 an. Bei den Wahlen am 23. Oktober 2011 verlor die FDP Graubünden ihren Sitz an die Grünliberale Partei (GLP) und Caviezel wurde trotz gutem Ergebnis (13'206 Stimmen) nicht wiedergewählt. Im Nationalrat war er Mitglied der Kommission für Verkehr und Fernmeldewesen (KVF).
Von 2013 bis 2020 war Caviezel als Landammann (Gemeindepräsident) von Davos tätig, hatte von Amtes wegen Einsitz in diversen Verwaltungs- und Stiftungsräten. 
Caviezel war bis Ende 2007 CEO der Burkhalter Holding AG. und, bis Ende 2011, Präsident des Eishockeyclubs HC Davos.
Caviezel lebt mit seiner Partnerin in Davos Clavadel und ist Vater von drei Kindern.